# Oakley Hall
Oakley Hall é um palácio rural privado, de inícios do século XVIII,  localizado em Mucklestone, Market Drayton, no Staffordshire, Inglaterra. É um listed building classificado com o Grau II.

## História
A família Chetwode, que, desde o século XIII, possuia a propriedade de Chetwode, no Buckinghamshire, também detinha o solar de Oakley. Em Oakley existia um solar de dimensões consideráveis no século XVI.
Por volta de 1710, o Baronete Sir John Chetwode, (Alto Xerife de Staffordshire em 1691 e 1698) substituiu a velha casa por um palácio de dois pisos, cuja frente de entrada, com balaustrada, tinha onze secções, sendo as três centrais encimadas por um frontão.
Os census de 1881 registam o 6º Baronete e a sua família como residentes no palácio, com uma equipa de quinze criados. Os Chetwode venderam a propriedade em 1919.
Geralmente, o palácio não está aberto ao público, mas está disponível, por combinação, para funções corporativas, conferências e outros eventos do género.